# Tour Anfibio
Tournées par Shakira
Tour Pies Descalzos
(1996-1997) Tour of the Mongoose
(2002-2003)
Tour Anfibio est une tournée de concerts de la chanteuse et compositrice colombienne Shakira qui a débuté le 21 mars 2000 à Lima et s'est terminée le 12 mai à Buenos Aires.

## À Propos de la Tournée
La setlist de la tournée comprenait des chansons de ses albums Pies Descalzos et Dónde Están los Ladrones? . En outre, elle a inclus une chanson a cappella, « Alfonsina y el Mar », à l'origine par la chanteuse folk argentine Mercedes Sosa. La critique de la tournée était la survente de billets au Guatemala, les longs retards au début du spectacle et la courte durée de la tournée. Malgré ces critiques, tous les concerts ont été rapidement vendus et Shakira a même ajouté quelques concerts supplémentaires en raison de la demande populaire.
Après 3 spectacles à guichets fermés au Luna Park, Shakira a décidé de ramener la tournée à Buenos Aires en raison de la demande populaire. Une 4e date dans la ville argentine a été ajoutée, le quatrième spectacle a eu lieu au stade Campo Argentino de Polo de la ville. Le spectacle a attiré environ 25 000 participants. Le spectacle a fait peur aux gens dans les blocs près du stade à cause de la surpopulation de la région et selon les témoignages des habitants, la musique forte a fait trembler les bâtiments.

## Setlist
1. "¿Dónde Estás Corazón?"
2. "Si Te Vas"
3. "Inevitable"
4. "Dónde Están los Ladrones?"
5. "Antología"
6. "Ojos Así"
7. "Octavo Día"
8. "Moscas en la Casa"
9. “Ciega, Sordomuda”
10. “Tú”
11. "Alfonsína y el Mar" (cover)
12. "Pies Descalzos, Sueños Blancos"
13. “Estoy Aquí”

Encore :
14. "Sombra De Ti"
15. "No Creo"